# Мјанмар на Светском првенству у атлетици на отвореном 2015.
Мјанмар је учествовао на Светском првенству у атлетици на отвореном 2015. одржаном у Пекингу од 22. до 30. августа тринаести пут. Репрезентацију Мјанмара представљала је једна такмичарка који се такмичила у трци на 800 метара.,
На овом првенству такмичарка Мјанмар није освојила ниједну медаљу нити је остварила неки резултат.

## Учесници
Жене:
- Аие Аие Аунг — 800 м

## Резултати

### Жене
| Атлетичар    | Дисциплина | Лични рекорд | Квалификације | Квалификације | Полуфинале            | Полуфинале            | Финале                | Финале       | Детаљи                                      |
| Атлетичар    | Дисциплина | Лични рекорд | Резултат      | Место         | Резултат              | Место                 | Резултат              | Место        | Детаљи                                      |
| ------------ | ---------- | ------------ | ------------- | ------------- | --------------------- | --------------------- | --------------------- | ------------ | ------------------------------------------- |
| Аие Аие Аунг | 800 м      | 2:10,15      | 2:37,51       | 8. у гр. 1    | није се квалификовала | није се квалификовала | није се квалификовала | 44 / 44 (45) | Архивирано на веб-сајту (29. новембар 2015) |